# Ramat Chen
Ramat Chen (hebrejsky: רמת חן, doslova Půvabná výšina) je čtvrť v jihovýchodní části Haify v Izraeli. Nachází se v administrativní oblasti Ramot Neve Ša'anan, v pohoří Karmel.

## Geografie
Leží v nadmořské výšce přes 200 metrů, cca 3,5 kilometru jihovýchodně od centra dolního města. Na východě s ní sousedí čtvrť Šchunat Ziv a Neve Ša'anan, na západě Ramat Sapir, na severu Jizre'elija a na jihu Ramot Remez. Zaujímá vyvýšenou sídelní terasu na severních svazích Karmelu, které se svažují k pobřeží Haifského zálivu, přičemž na východě i západě je ohraničena údolími bočních vádí, která pak na severu ústí do mohutného kaňonu Nachal Giborim, v němž ústí Karmelské tunely. Hlavní dopravní osou je ulice Derech Chankin. Populace je židovská, bez arabského prvku.

## Dějiny
Její výstavba začala počátkem 21. století. Jako samostatná čtvrť byla evidována roku 2004. Jde o jednu z nejmladších obytných částí Haify. Rozkládá se na rozloze 0,32 kilometru čtverečního. V roce 2008 zde žilo 1 720 lidí, z toho 1 690 Židů.